# Ceratosanthes palmata
Ceratosanthes palmata là một loài thực vật có hoa trong họ Cucurbitaceae. Loài này được (L.) Urb. mô tả khoa học đầu tiên năm 1918.